# Perdita flavifrons
Perdita flavifrons är en biart som beskrevs av Timberlake 1968. Perdita flavifrons ingår i släktet Perdita och familjen grävbin. Inga underarter finns listade i Catalogue of Life.